# Homme de Cro-Magnon
Pour les articles homonymes, voir Cro-Magnon.
Ne doit pas être confondu avec un homme des cavernes, ni avec un homme préhistorique.
L'Homme de Cro-Magnon est à l'origine le nom donné à un ensemble de restes fossiles d'Homo sapiens découverts en 1868 par Louis Lartet sur le site de l'abri de Cro-Magnon, aux Eyzies-de-Tayac, en Dordogne, en France, lieu auquel il doit son nom (cros voulant dire « creux » en occitan).
Cette expression a été étendue à la fin du XIXe siècle à tous les représentants de l'espèce Homo sapiens trouvés en Europe au Paléolithique supérieur, entre environ 45 000 et 12 000 ans avant le présent. Cette deuxième acception s'est toutefois aujourd'hui raréfiée dans la littérature scientifique, et s'emploie désormais surtout dans le langage courant. Les chercheurs utilisent actuellement plutôt les expressions Homo sapiens et « Homme moderne ».

## Historique
Le nom de « Cro-Magnon » vient d'un toponyme faisant référence à un petit abri sous roche situé sur la commune des Eyzies-de-Tayac-Sireuil. Le toponyme lui-même est une francisation de l'occitan Cròsmanhon [ˌkrɔzmaˈŋu, ˌkrɔmaˈɲu]. Le premier élément signifie « creux, grotte », tandis que le deuxième pourrait signifier « grand » (du latin magnus) ou être le nom d'une personne,.
En 1868, le ministre de l'Instruction publique apprend la nouvelle d'une importante découverte à Tayac. Il confie au géologue Louis Lartet la mission de vérifier son authenticité. Celui-ci relate que les squelettes humains furent trouvés sous un talus formé d'éboulis provenant de l'escarpement rocheux situé au-dessus. La construction de la ligne de chemin de fer Niversac-Agen, vers 1863, avait déjà donné lieu à des emprunts de terre, mais c'est la construction d'une route voisine en mars 1868 qui entraine la découverte des restes humains. Louis Lartet effectue des fouilles sur le site, l'un des nombreux abris sous roche de la falaise des Eyzies. Il découvre cinq squelettes associés à d'autres restes fragmentaires. Parmi les cinq squelettes, on compte un adulte d'une cinquantaine d'années (Cro-Magnon 1), deux autres hommes adultes (Cro-Magnon 3 et 4) dont la taille atteignait 1,80 m, une femme (Cro-Magnon 2) et un nouveau-né, dans ce qui était probablement une sépulture, attribuée alors à l'Aurignacien. À cette époque, ce terme recouvrait ce que l'on nomme aujourd'hui l'Aurignacien et le Gravettien.

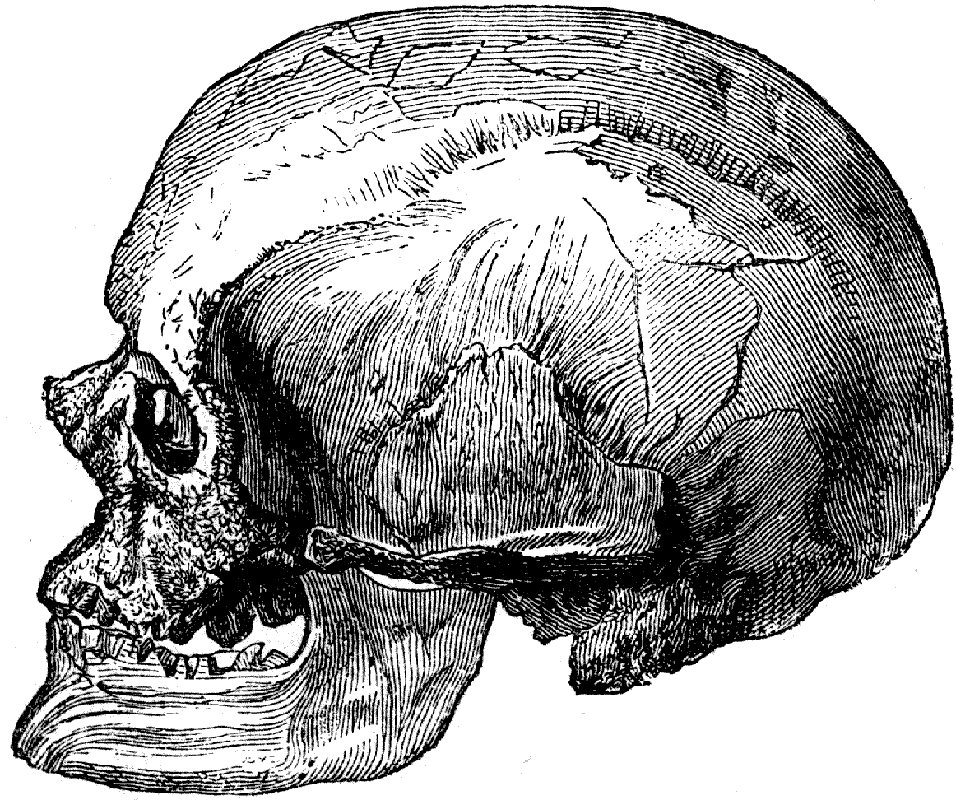
Crâne d'un Homme de Cro-Magnon (masculin).
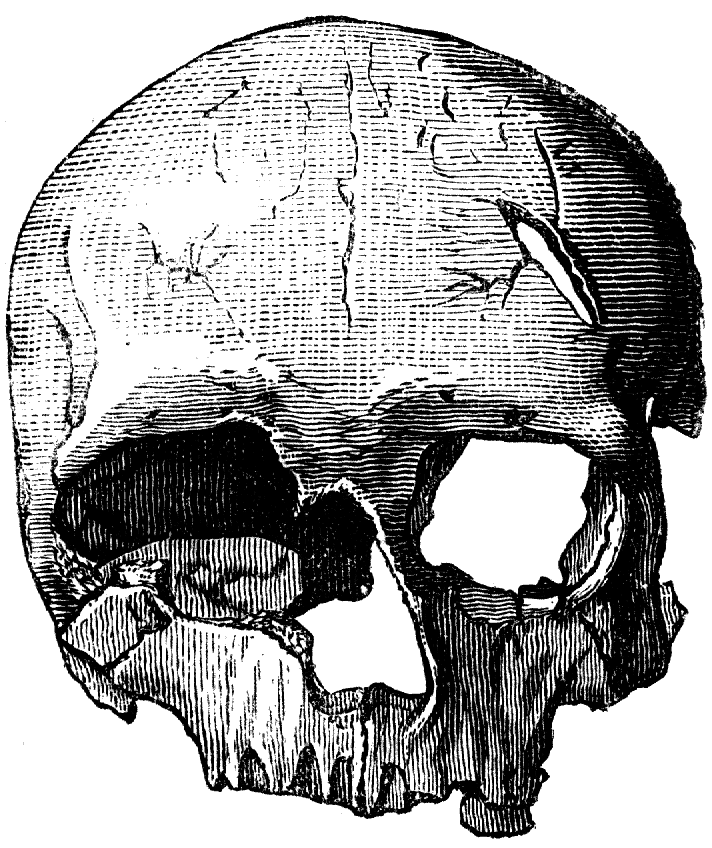
Crâne d'un Homme de Cro-Magnon (féminin).

## Datation
En 2002, une nouvelle datation des restes du site a précisé l'âge de la sépulture. Elle remonte au Gravettien, et pour le fossile Cro-Magnon 1, à 27 680 ans avant le présent (± 270 ans).

## Paléopathologie
Les études paléopathologiques successives du crâne de Cro-Magnon 1 ont proposé plusieurs hypothèses et diagnostics pour expliquer les lésions osseuses du crâne. En 2018, un examen de tomodensitométrie médicale suivie d'une microtomographie aux rayons X, avec reconstruction faciale en trois dimensions, suggère la présence de neurofibromes (tumeurs bénignes le long du trajet des nerfs périphériques) correspondant à une maladie génétique, la neurofibromatose de type I,.

## Galerie

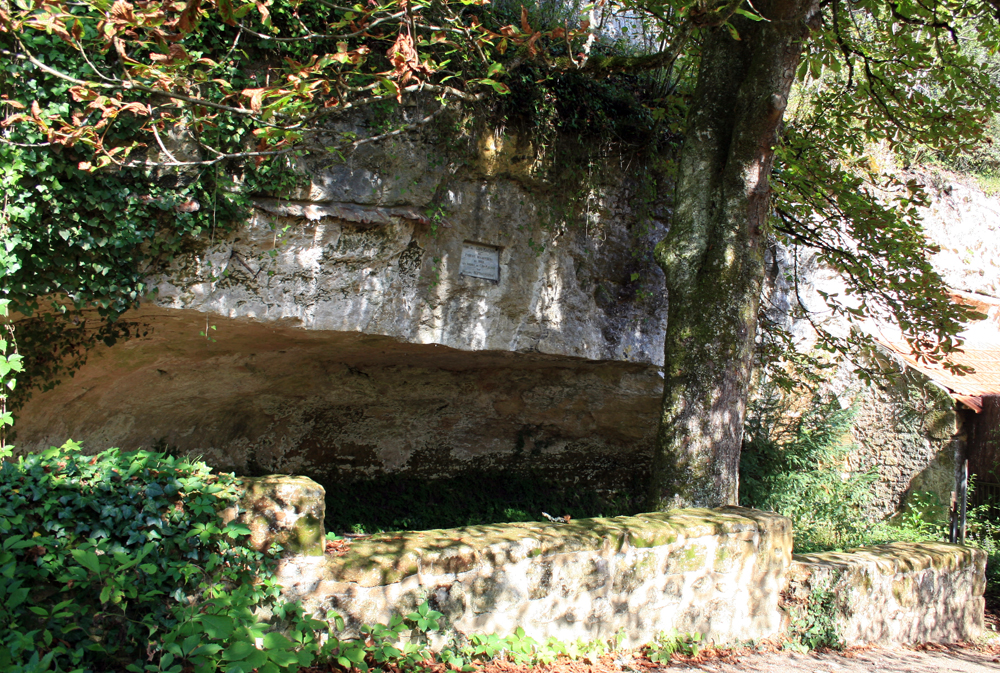
L'abri de Cro-Magnon.
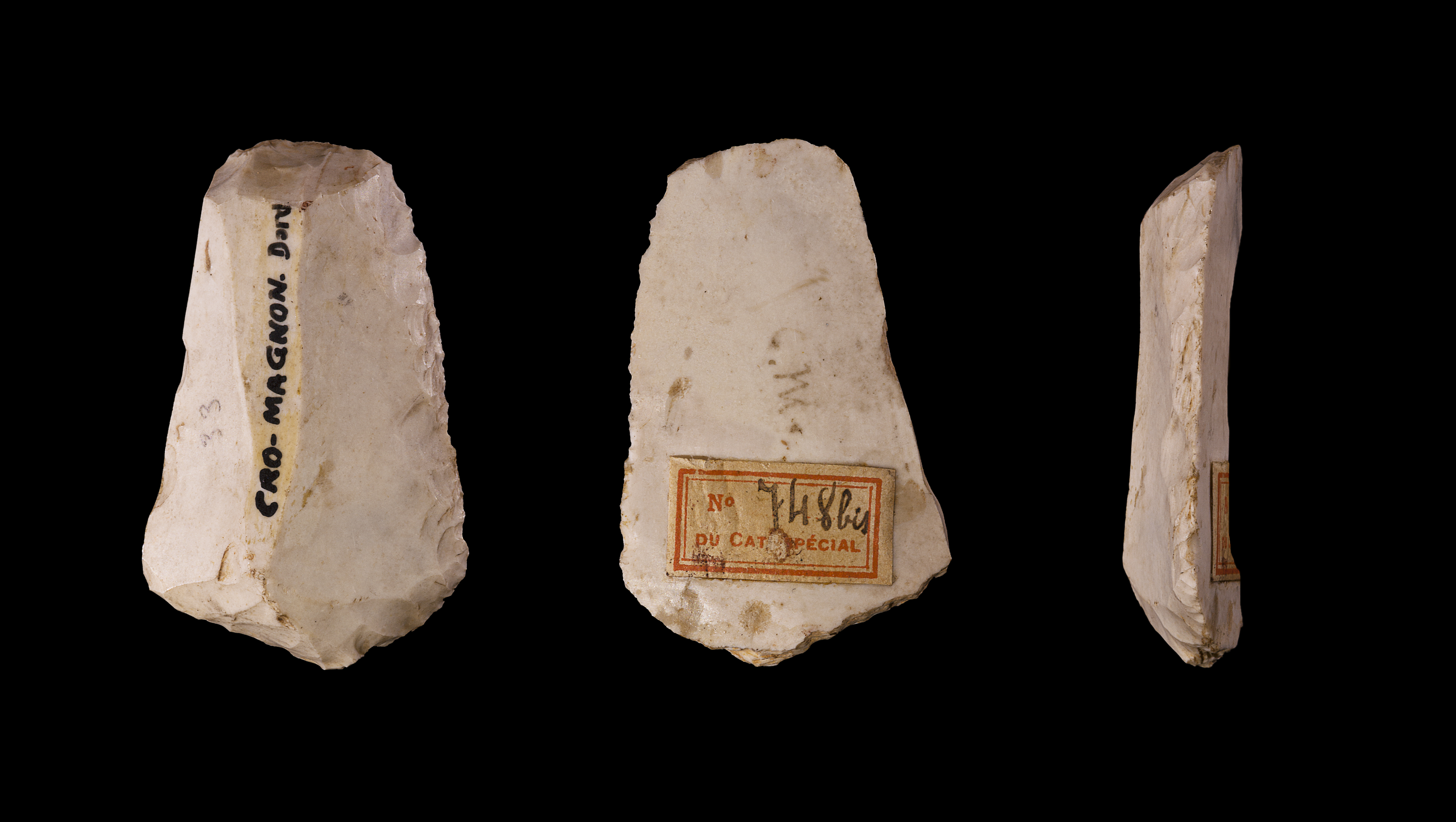
Grattoir - Collection de Louis Lartet, muséum de Toulouse.
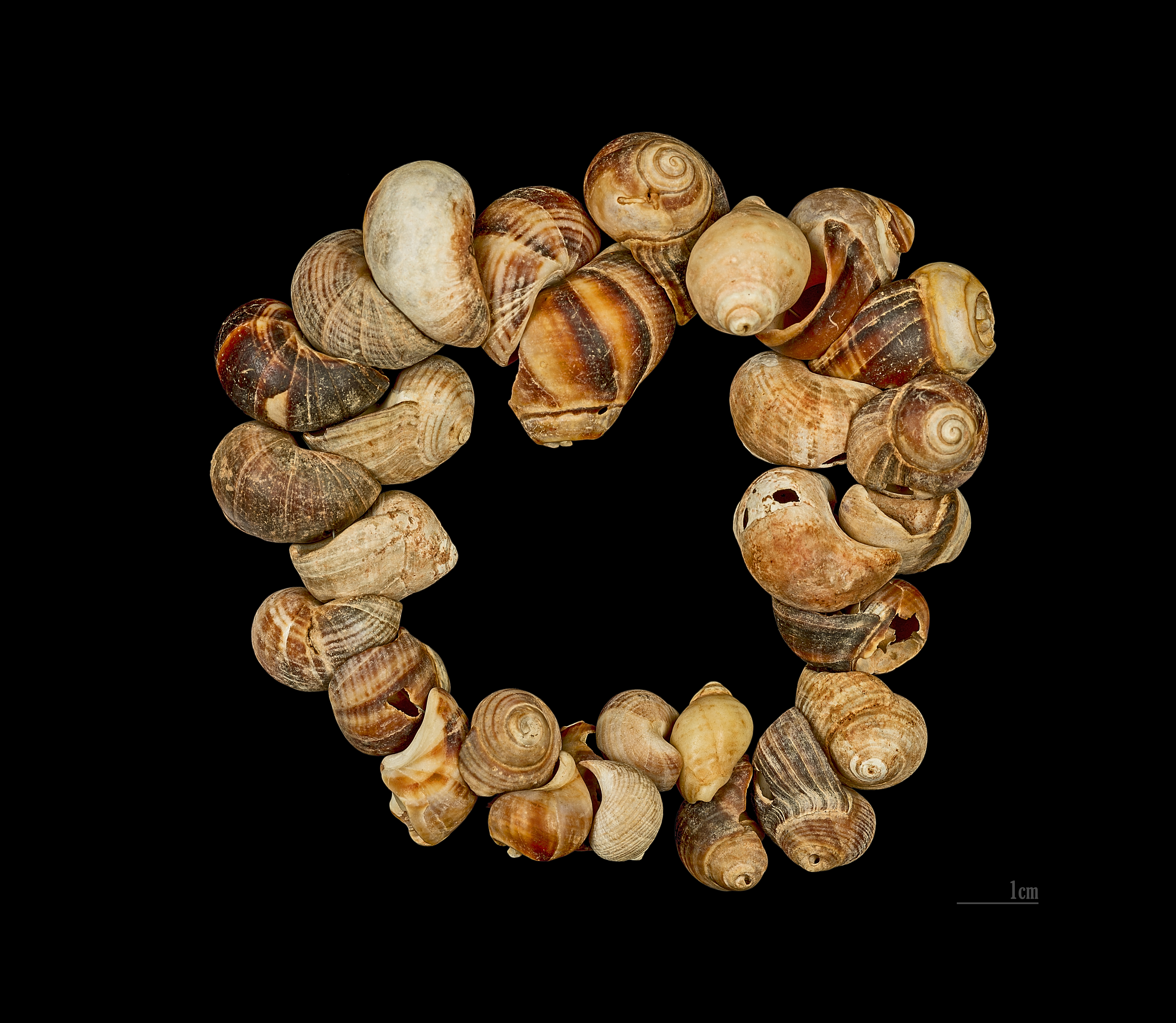
Parure de Cro-Magnon - Collection de Louis Lartet, muséum de Toulouse.

## Historique de l'expression
Les squelettes découverts par Louis Lartet, dont celui d'un individu relativement âgé surnommé parfois « le Vieillard », ont été utilisés par Armand de Quatrefages et Ernest Hamy pour définir en 1874 la « race de Cro-Magnon », en la distinguant d'autres « races » (« race de la Truchère », « race de Grenelle », etc.) selon les conceptions de l'anthropologie physique de l'époque. Alors que les autres dénominations définies par Quatrefages et Hamy tombèrent dans l'oubli, celle d'« Homme de Cro-Magnon » connut un grand succès, et fut utilisée pour désigner l'ensemble des fossiles d'Hommes modernes peu à peu découverts en Europe occidentale (Dordogne, Balzi Rossi, etc.).
Par la suite, d'autres expressions dérivées furent créées comme « Proto-Cro-Magnon », désignant les Homo sapiens du Proche-Orient (Qafzeh et Es Skhul), et « Cro-Magnoïdes » ou « Cromagnoïdes », désignant ceux d'Europe présents au Mésolithique.
La communauté scientifique a aujourd'hui largement abandonné l'expression d'« Homme de Cro-Magnon » au profit de celles d'Homo sapiens et d'« Homme moderne ». « L'Homme de Cro-Magnon » subsiste cependant dans le langage courant, comme dans la chanson de 1955 interprétée par les Quatre Barbus.

## Génétique
Lors du peuplement de l'Europe au début du Paléolithique supérieur, l'Homme de Cro-Magnon avait probablement une peau foncée, sans que l'on puisse dire s'il avait les traits de personnes noires,.
Selon une étude paléogénétique publiée en 2016, basée sur 51 fossiles d'Homo sapiens européens datés entre 45 000 et 7 000 ans avant le présent, les populations européennes de l'époque de Cro-Magnon (Gravettien) n'ont participé qu'à la marge au patrimoine génétique des populations européennes actuelles. Plusieurs vagues de peuplement postérieures venues du Proche-Orient ou d'Europe orientale ont en effet profondément remanié la composition génétique des populations européennes entre le dernier maximum glaciaire et l'Âge du bronze, effaçant à chaque fois une partie importante du fond génétique antérieur. Bien qu'il ait peuplé l'Europe au Paléolithique supérieur, l'Homme de Cro-Magnon n'a en moyenne qu'une part d'environ 15 % dans le patrimoine génétique des Européens actuels.

### Récente
- D. Henry-Gambier, Les fossiles de Cro-Magnon (Les Eyzies-de-Tayac, Dordogne) - Nouvelles données sur leur position chronologique et leur attribution culturelle, dans Bulletins et mémoires de la Société d'anthropologie de Paris, 2002, tome 14, fascicule 1-2, lire en ligne.
- Marcel Otte, Cro-Magnon, éditions Perrin, 2008.
- Estelle Bougard, Gilles Delluc, Cro-Magnon : images et anecdotes, dans Bulletin de la Société historique et archéologique du Périgord, 2014, tome 131, 2e livraison, p. 267-286, lire en ligne.

### Ancienne
- Armand de Quatrefages, Introduction à l'étude des races humaines, Schleicher Frères et Cie édit., Paris, 1887.
- (en) Armand de Quatrefages, Remarks on the Cro-Magnon remains, dans Reliquiae Aquitanicae, being contributions to the archaeology and palaeontology of Perigord and the adjoining provinces of southern France, Williams & Norgate, London, 1875, p. 123-126, lire en ligne.
- (en) Franz Pruner, An account of the human bones found in the cave of Cro-Magnon in Dordogne, dans Reliquiae Aquitanicae, being contributions to the archaeology and palaeontology of Perigord and the adjoining provinces of southern France, Williams & Norgate, London, 1875, p. 73-92, lire en ligne, planches I à VI, voir en ligne.
- (en) Paul Broca, Cro-Magnon skulls and bones, dans Reliquiae Aquitanicae, being contributions to the archaeology and palaeontology of Perigord and the adjoining provinces of southern France, Williams & Norgate, London, 1875, p. 97-122, lire en ligne.